# Arcade pubienne
L'arcade pubienne, (ou ogive pubienne ou arcuatum) est la partie antérieure de l'ouverture inférieure du bassin osseux.
Elle est formée par la convergence des branches ischio-pubiennes droite et gauche. Elles délimitent un angle à sommet supérieur à l'extrémité inférieure de la symphyse pubienne : l'angle sous-pubien.

## Aspect clinique

### Angle sous-pubien
L'angle sous-pubien est important en anthropologie médico-légale, pour déterminer le sexe d'une personne à partir de restes squelettiques. Un angle sous-pubien de 50° à 60° indique un homme ; un angle de 70° à 90° indique une femme.

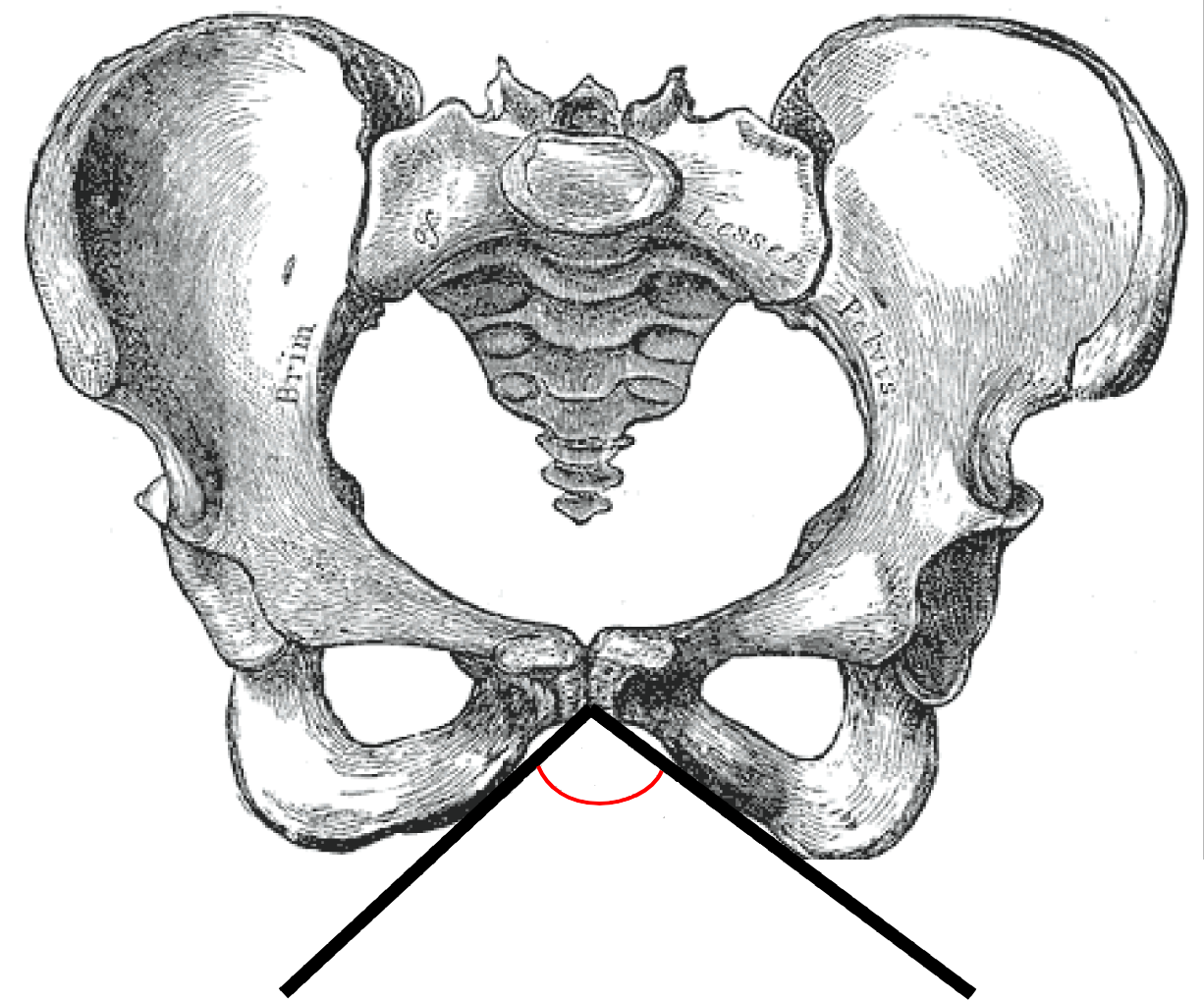
Angle sous-pubien féminin
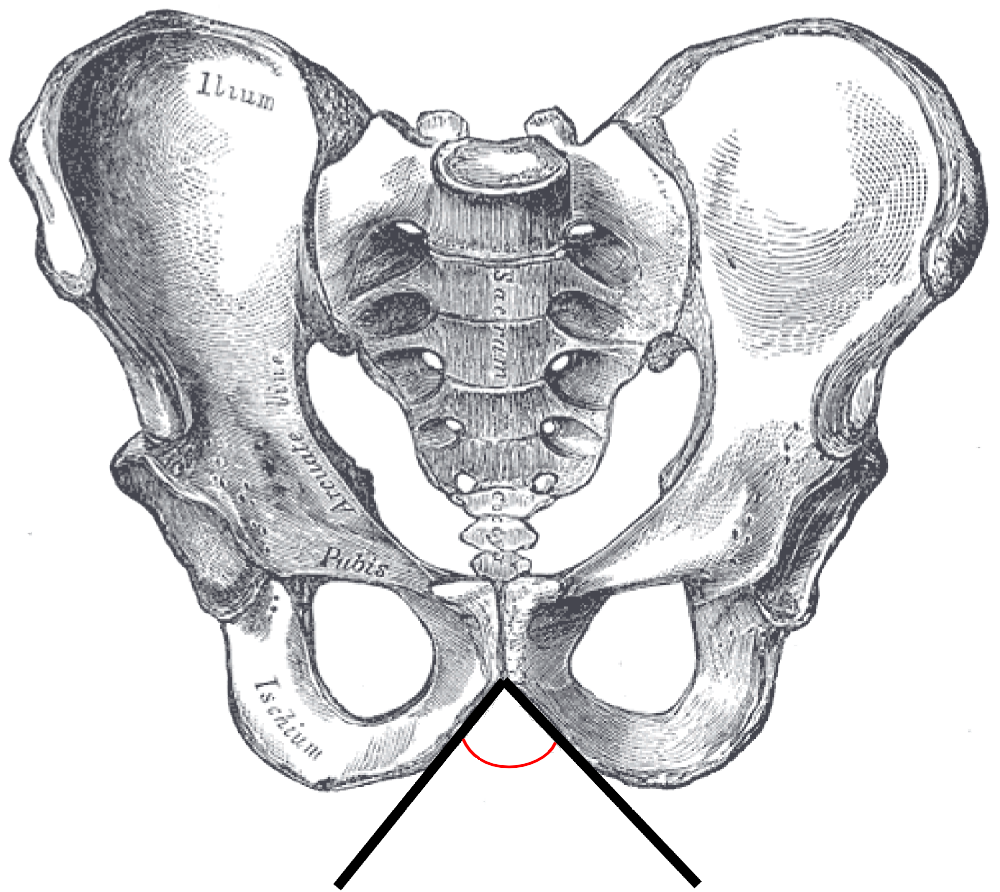
Angle sous-pubien masculin